# Geestelijke

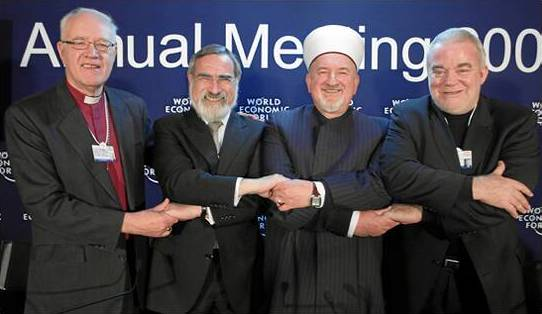
Geestelijken

Een geestelijke is iemand die, vaak door een bepaalde religieuze wijding, de bevoegdheid heeft gekregen om godsdienstonderricht te geven, bepaalde gewijde handelingen te verrichten of religieuze bestuursfuncties uit te oefenen.
Het geheel van geestelijken van een bepaalde geestelijke groepering of een land wordt aangeduid met de term clerus of geestelijkheid. In protestantse kring is de term ambtsdrager gangbaar.

## Christendom

### Katholicisme
Katholieke geestelijken worden ook clerici genoemd (enkelvoud: clericus) en de geestelijkheid wordt aangeduid als clerus. Het betreft allen die een wijding hebben ontvangen, van diakens en priesters ('lagere geestelijkheid') tot bisschoppen, kardinalen en de paus ('hogere geestelijkheid'). De clerus omvat zowel seculiere of wereldlijke geestelijken (priesters, kapelaans, enz.) als reguliere geestelijken (leden van kloosterorden en congregaties). Bij de kloosterorden en congregaties worden alleen de mannelijke leden die een wijding hebben ontvangen, tot de clerus gerekend (paters). Mannelijke religieuzen die geen wijding hebben ontvangen (broeders, fraters) of vrouwelijke religieuzen (zusters, nonnen), die in de Rooms-katholieke Kerk geen wijding kunnen ontvangen, worden om die reden niet tot de geestelijkheid of clerus gerekend.

### Oosterse Orthodoxie
Monnik, priester, bisschop en patriarch.

### Protestantisme
Protestantse geestelijken worden met een algemeen woord aangeduid als 'ambtsdrager'. Protestanten kennen drie ambten: het ambt van dominee of predikant, dat van ouderling en dat van diaken. Samen vormen de ambtsdragers de kerkenraad.
De dominee is het meest te vergelijken met de katholieke priester. Een predikant heeft, net als een priester, toestemming de sacramenten te bedienen. Een ouderling houdt zich voornamelijk bezig met toezicht op het geloofsleven van gemeenteleven. Een diaken houdt zich voornamelijk bezig met toezicht op de zorg voor elkaar in de gemeente.

## Islam
De islam kent - officieel althans - geen geestelijkheid of geestelijke stand.
Zie ook: ayatollah, moefti, imam, hodja, molla en oelama

## Jodendom
Rabbijn en opperrabbijn.

## Boeddhisme
In het boeddhisme zijn de geestelijken lid van de sangha, de gemeenschap van degenen die naar heiligheid streven, als bhikkhu of bhikkhuni (monnik of non). 

## Daoïsme
Het daoïsme kent daoshi als geestelijken.

## Afbeeldingen

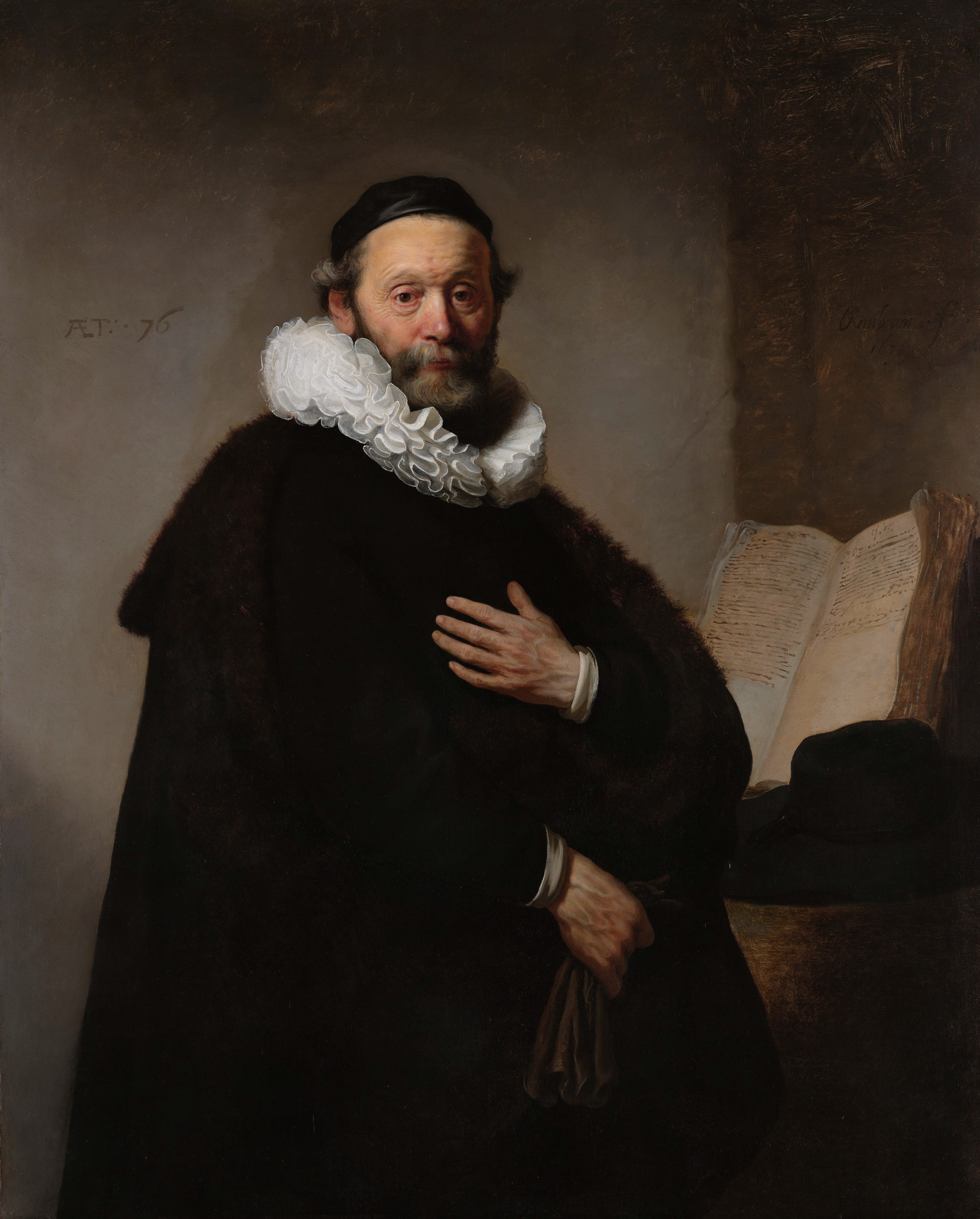
De remonstrantse dominee Johannes Uyttenbogaert, geschilderd door Rembrandt (1633)
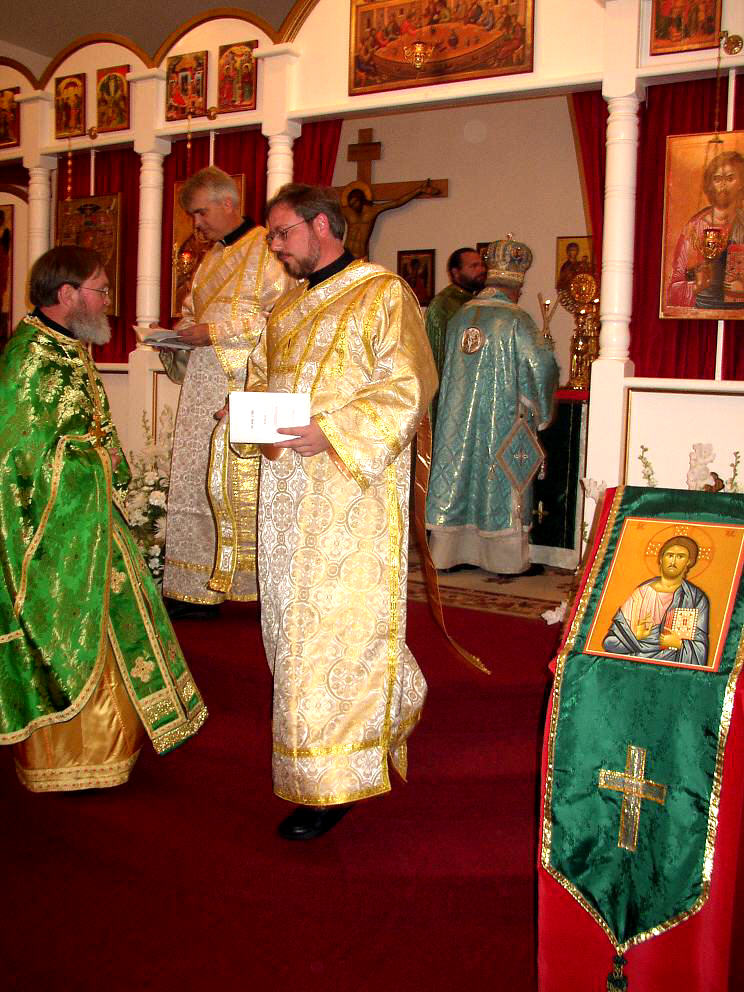
Orthodoxe geestelijken in de All Saints' Antiochian Orthodox Church, Raleigh, Verenigde Staten. Van links naar rechts een priester, twee diakenen en op de rug gezien een bisschop
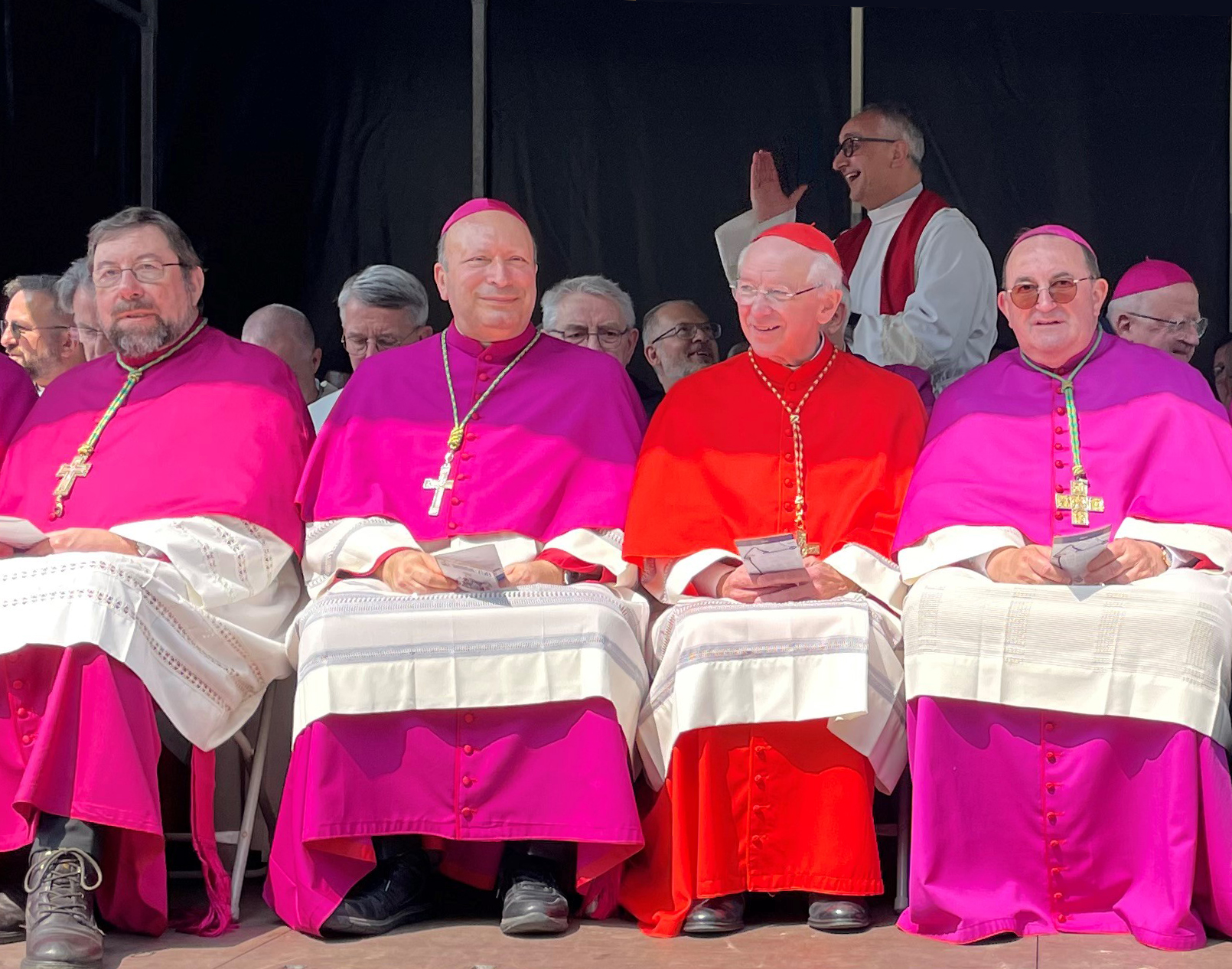
Vier rooms-katholieke bisschoppen: Mgr. Jean-Pierre Delville, nuntius Franco Coppola, Kardinaal Jozef De Kesel en Mgr. Guy Harpigny
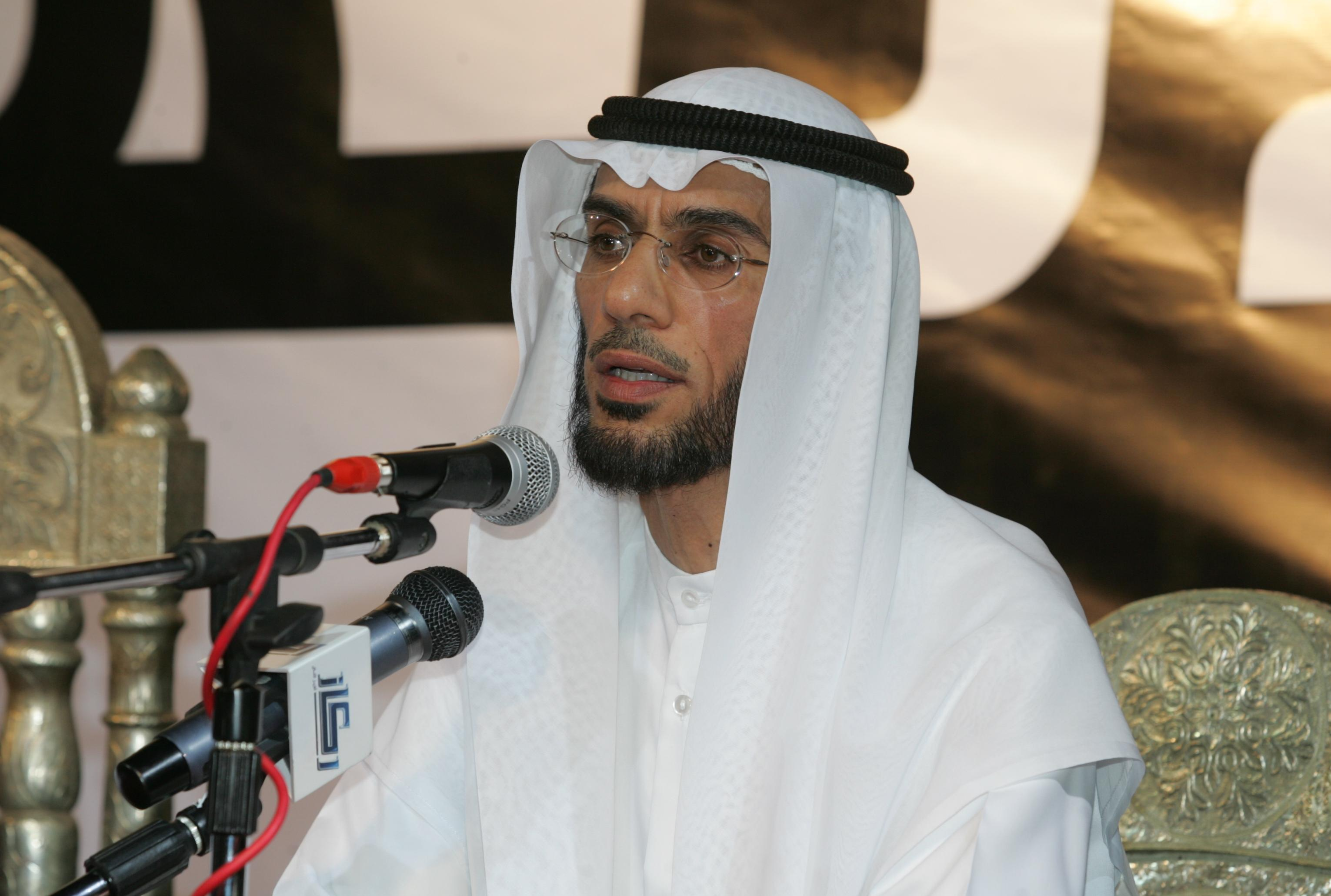
Een islamitische geestelijke: de prominente Koeweitse imam en journalist Mohammed al-Awadi
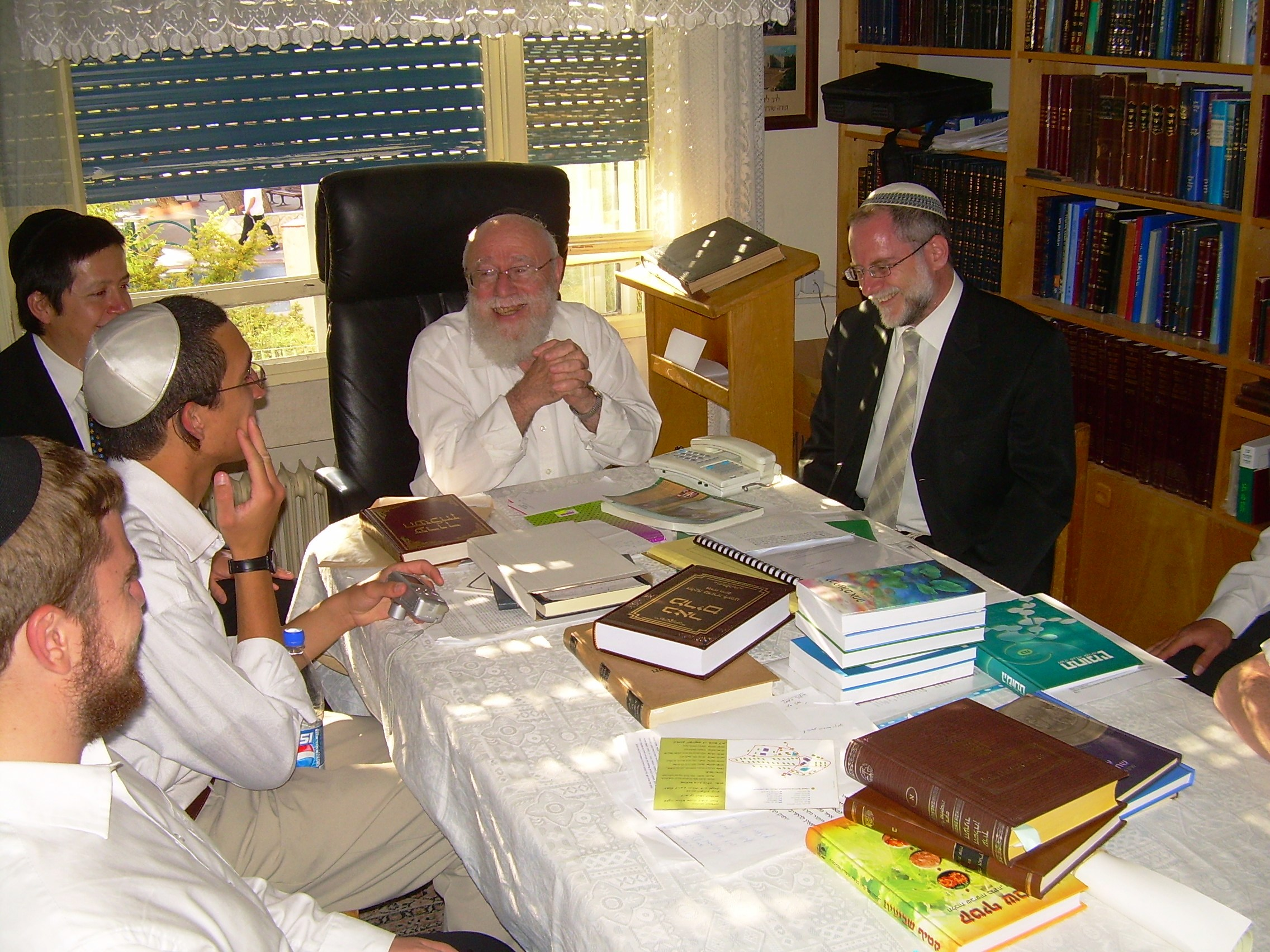
Opperrabbijn Dov Lior van Hebron en Kiryat Arba met leerlingen